# 主义
主义（英語：doctrine, principle，常用后缀“–ism”表示），代表理念或有完整體系的思想和信念，也可视为实现不同目标的不同方法。若於政治理論中，冠以「主義」此一後綴，往往具有「思想、運動、體制」三種互為相關之內容。

## 列表
以下是以漢語拼音排列的主义列表。

## A
- 阿非利卡民族主義
- 阿拉伯复兴社会主义
- 阿拉伯民族主義
- 阿拉伯社会主义
- 阿拉貢民族主義
- 阿里烏主義
- 阿民念主義
- 亞塞拜然民族主義
- 阿斯圖里亞斯民族主義
- 爱国主义
- 愛爾蘭共和主義
- 愛爾蘭民族主義
- 艾森豪威尔主义
- 愛滋病否認主義
- 安達盧西亞民族主義
- 奧費主義
- 奥林匹克主义

## B
- 巴伐利亞民族主義
- 巴倫西亞民族主義
- 巴斯克民族主義
- 白人民族主義
- 白人至上主義
- 白人主義
- 拜金主义
- 柏柏尔主义
- 斑點主義
- 半伯拉纠主义
- 包豪斯主义
- 保護主義
- 保守改良主義
- 保守自由主義
- 保守主义
- 悖论主义
- 悲觀主義
- 俾路支民族主义
- 本本主义
- 本土主义
- 本位主义
- 本质主义
- 毕达哥拉斯主义
- 庇隆主义
- 边际主义
- 變性女性主義
- 辩证唯物主义
- 表現主義
- 波希米亞主義
- 玻利瓦爾主義
- 博愛主義
- 伯拉糾主義
- 柏拉图主义
- 勃列日涅夫主义
- 部分肉食主義
- 不帶形容詞的無政府主義
- 不可能主义
- 不結盟主義（不結盟運動）
- 不可知主義
- 布朗基主义
- 布列塔尼民族主義
- 部落主义

## C
- 財政保守主義
- 操作主義
- 长枪党主义
- 徹底經驗主義
- 超级写实主义
- 超國家主義
- 超人道主義
- 超人类主义
- 超驗主義
- 超現代主義
- 超現實主義
- 朝鮮純血主義
- 朝鲜民族主义
- 抽象表現主義
- 承認主義
- 成年主義
- 重建主義
- 粗野主义
- 傳統主義
- 純粹主義
- 純素食主義
- 純素食無政府主義
- 存疑主義
- 存在主義
- 查韦斯主义

## D
- 达达主义
- 達爾文主義
- 大汉族主义
- 大艦巨砲主義
- 大美國主義
- 大同主义
- 大男子主义
- 大众超现实主义
- 大眾女性主義
- 戴高樂主義
- 單邊主義
- 單元主義
- 蛋素食主義
- 道德怀疑主义
- 道德绝对主义
- 道德普遍主义
- 道德相对主义
- 道德虛無主義
- 道德主義
- 德意志民族主義
- 德国唯心主义
- 德國新人文主義
- 德莱昂主义
- 邓小平理论
- 笛卡尔主义
- 第二波女性主義
- 滴色主義
- 狄托主义
- 帝国主义
- 地方主義
- 地方民族主义
- 第三波女性主義
- 第三世界女性主義
- 第三位置主義
- 點描主義
- 東方主義
- 動物主義
- 多邊主義
- 多瑪斯主義
- 多馬主義
- 多元主義
- 多元文化主义
- 杜魯門主義
- 獨神主義

## E
- 俄罗斯民族主义

## F
- 法国民族主义
- 法國女性主義
- 法律实证主义
- 法律形式主义
- 法西斯主义
- 反出生主義
- 反帝國主義
- 反独裁主义
- 反法西斯主義
- 反觀念主義
- 反共主义
- 反教权主义
- 反美主义
- 反民族主义
- 反現實主義
- 反寫實主義
- 反修正主义
- 反猶主義
- 反智主义
- 反資本主義
- 泛阿拉伯主义
- 泛非主义
- 泛伊斯兰主义
- 泛凱爾特主義
- 泛神主義
- 泛美洲主義
- 泛蒙古主義
- 泛民族主義
- 泛日耳曼主義
- 泛斯堪的納維亞主義
- 泛斯拉夫主義
- 泛泰主義
- 泛突厥主义
- 泛西班牙主義
- 泛伊朗主義
- 泛伊斯蘭主義
- 梵蒂冈主义
- 放蕩主義
- 放任自由主義
- 仿薩滿主義
- 非道德主義
- 非理性主義
- 非凡主義
- 费边主义
- 废除主义
- 分產主義
- 分隔主義
- 分離主義
- 分散主義[2]
- 分體虛無主義
- 分析马克思主义
- 分享主义
- 風格主義
- 否認主義
- 佛教社会主义
- 副现象主义

## G
- 格瓦拉主义
- 改良主義
- 感覺主義
- 革命社會主義
- 隔離女性主義
- 隔離主義
- 個人女性主義
- 個人無政府主義
- 个人主义
- 高棉民族主義
- 共产主义
- 共产主义恐怖主义
- 共和主義
- 共同統治主義
- 工具主义
- 工團主義
- 功利主義
- 功能主义
- 公民民族主義
- 觀點主義
- 管理主義
- 构成主义
- 國際共產主義
- 国际情境主义
- 国际主义
- 國家干預主義
- 国家工团主义
- 国家社会主义
- 國家中心主義
- 国家资本主义
- 國家主義
- 國有社會主義
- 國族主義
- 果食主义
- 過現代主義
- 孤立主义
- 古典保守主义
- 古典自由主义
- 古典主義
- 古拉什共产主义
- 規範主義

## H
- 哈林文藝復興主義
- 漢民族主義
- 汉族沙文主義
- 好政府主义
- 合理利己主義
- 和平主義
- 赫耳墨斯主义
- 赫鲁晓夫主义
- 黑人女性主義
- 黑人优越主义
- 後共產主義
- 後過程主義
- 後結構主義
- 後馬克思主義
- 後女性主義
- 后人类主义
- 後物質主義
- 後現代主義
- 後殖民女性主義
- 胡志明思想
- 懷疑主義
- 环境保护主义
- 幻想現實主義
- 幻想主義
- 荒誕主義
- 货币主義
- 活化生食主義
- 霍查主义
- 胡萨克主义

## J
- 基督教法西斯主義
- 基督教社会主义
- 基督教共产主义
- 基督教国教主义
- 基督教基要主义
- 基督教恐怖主義
- 基督教民主主義
- 基督教無政府主義
- 基督教锡安主义
- 極端主義
- 基進女性主義
- 激進女性主義
- 激進主義
- 極簡主義
- 極權主義
- 集權主義
- 集体主义
- 機械唯物主義
- 機能主義
- 基要主义
- 寂靜主義
- 技术民粹主义
- 技术民族主义
- 技术中心主义
- 加爾文主義
- 加利西亞民族主義
- 加泰羅尼亞民族主義
- 教皇權威主義
- 教權主義
- 教條主義
- 價值多元主義
- 漸進主義
- 建構主義
- 簡化主義
- 简约主义
- 矯飾主義
- 結構主義
- 解構主義
- 結果主義
- 捷克斯洛伐克主義
- 金日成金正日主义
- 进步保守主义
- 進步主义
- 禁欲主义
- 經典自由主義
- 經濟自由主義
- 經濟民族主義
- 精確主義
- 经验主义
- 精神主義
- 精英主义
- 精粹主義
- 酒精主義
- 旧保守主义
- 具象主義
- 絕對主義
- 军国主义
- 军事凯恩斯主义
- 君主主義

## K
- 卡拉瓦喬主義
- 卡洛斯主义
- 卡斯提亞民族主義
- 卡斯特罗主义
- 卡特主義
- 康德義務主義
- 康沃爾民族主義
- 客观唯心主义
- 客觀主義
- 科西嘉民族主義
- 科学主义
- 科学社会主义
- 科學現實主義
- 凱恩斯主義
- 凱末爾主義
- 凯山·丰威汉思想
- 恐怖主义
- 空想社会主义
- 苦行素食主义
- 庫特布主義
- 跨文化主义
- 跨性別女性主義
- 狂热主义
- 扩张主义
- 酷兒民族主義
- 魁北克民族主义

## L
- LGBT保守主義
- 卢森堡主义
- 拉马克主义
- 浪漫民族主义
- 浪漫主义
- 勞動女性主義
- 勞工錫安主義
- 劳工主义
- 乐观主义
- 黎巴嫩民族主义
- 主义
- 利己主義
- 历史唯物主义
- 历史修正主义
- 历史虚无主义
- 歷史主義
- 利他主義
- 立体主义
- 李森科主义
- 理想主义
- 理性主義
- 联邦主义
- 联结主义
- 量子神秘主義
- 列宁主义
- 领土收复主义
- 羅馬教主義
- 逻辑经验主义
- 逻辑实证主义
- 邏輯正確主義
- 邏輯主義
- 绿色工团主义
- 綠色無政府主義

## M
- 馬蓋先主義
- 主义
- 馬克思女性主義
- 马克思主义
- 马克思列宁主义
- 麦卡锡主义
- 蠻橫主義
- 滿洲民族主義
- 毛主義
- 蒙博托主义
- 贸易保护主义
- 马列毛主义
- 美帝國主義
- 美國保守主義
- 美国民族主义
- 门罗主义
- 密契主義
- 免費素食主義
- 民粹主義
- 民主邦联主义
- 民主社会主义
- 民主主义
- 民族保守主義
- 民族布尔什维克主义
- 民族恐怖主義
- 民族沙文主义
- 民族無政府主義
- 民族虛無主義
- 民族资本主義[3]
- 民族自由主義
- 民族中心主義
- 民族主義
- 魔幻現實主義
- 漠视主义

## N
- 拿来主义
- 納粹主義
- 奶蛋素食主義
- 奶素食主義
- 南斯拉夫主義
- 男性至上主義
- 男性主義
- 年齡主義
- 柠檬社会主义
- 农本主义
- 農本主義 (日本)
- 農業恐怖主義
- 諾斯底主義
- 女本位主义
- 女人主義[來源請求]
- 女同性戀女性主義
- 女性主義

## O
- 奥地利民族主义
- 奧地利的德意志民族主義
- 奧費主義
- 歐西坦尼亞民族主義
- 欧洲共产主义
- 歐洲懷疑主義
- 歐洲中心主義
- 歐陸自由主義

## P
- 帕達尼亞民族主義
- 排外主義
- 平等主義
- 平均主義
- 普遍主義
- 普京主义
- 普救主義
- 普世主义
- 皮浪主义
- 片面主義
- 朴野主义

## Q
- 啟蒙主義
- 乔治主义
- 歧视残疾主义
- 千禧年主義
- 親歐洲主義
- 情感主義
- 全球主義
- 全體主義
- 犬儒主義
- 區域主義
- 缺席主义
- 裙带资本主义

## R
- 人本主义
- 人道主義
- 人格主義
- 人類中心主義
- 人文主义
- 認知主義
- 日本法西斯主義
- 日本軍國主義
- 日本民族主義
- 肉麻主義
- 肉食主義

## S
- 撒丁民族主義
- 三民主義
- 新三民主義
- 桑卡拉主义
- 沙皇主義
- 沙文主义
- 薩滿主義
- 商業主義
- 社會保守主義
- 社會達爾文主義
- 社会帝国主义
- 社会建构主义
- 社會民主主義
- 社會女性主義
- 社會無政府主義
- 社会现实主义
- 社会自由主义
- 社會主義寫實主義
- 社会主义
- 社群主義
- 社團主義
- 神秘主義
- 聖經直譯主義
- 事大主義
- 世俗人文主義
- 世俗主义
- 生命平等主義
- 生食主義
- 生素食主義
- 生態恐怖主義
- 生態女性主義
- 生態社會主義
- 生態資本主義
- 生存主義
- 生物恐怖主義
- 升學主義
- 失败主义
- 食果實主義
- 世界主义
- 士林主義
- 實驗主義
- 实用主义
- 實證主義
- 属地主义
- 数学直觉主义
- 僧伽羅佛教民族主義
- 斯大林主义
- 斯多噶主義
- 絲絨女性主義
- 斯特拉瑟主義
- 塑造主義
- 蘇菲主義
- 蘇格蘭民族主義
- 苏联民族主义
- 素食主義

## T
- 台灣民族主義
- 彈性素食主義
- 铁托主义
- 同性戀民族主義
- 特里普拉民族主義
- 投機主義
- 土耳其民族主義
- 圖蘭主義
- 妥協主義
- 托洛茨基主义
- 托马斯主义
- 躺平主義

## W
- 瓦哈比主義
- 外光主义
- 完美主义
- 完全素食主義
- 王朝社會主義
- 网络民族主义
- 文化保守主義
- 文化帝国主義
- 文化女性主義
- 文化民族主義
- 文化取消主義
- 文化虛無主義
- 文化自由主義
- 文藝復興人文主義
- 威权主义
- 威爾斯民族主義
- 威尼斯民族主義
- 唯美主义
- 唯心主义
- 唯物女性主義
- 唯物主义
- 維吾爾民族主義
- 未来主义
- 衛斯理主義
- 無神主義
- 烏克蘭民族主義
- 烏托邦主義
- 无产阶级国际主义
- 無政府主義
- 无政府共产主义
- 无政府工团主义
- 無政府女性主義
- 無政府資本主義
- 物理主义

## X
- 小女人主义
- 小资产阶级社会主义
- 小政府主義
- 西方马克思主义
- 西方秘契主义
- 西方主義
- 西西里民族主義
- 錫安主義
- 现代保守主义
- 現代自由主義
- 現代主義
- 憲法愛國主義
- 享樂主義
- 现实主义
- 現實主義 (國際關係)
- 宪政主义
- 先驗主義
- 現象主義
- 相對承認主義
- 相對主義
- 香港民族主義
- 象徵主義
- 消費主義
- 辛狄卡主義
- 辛納屈主義
- 新奥斯曼主义
- 新保守主義
- 新表達主義
- 新表現主義
- 新柏拉图主义
- 新達爾文主義
- 新法西斯主義
- 新黑格爾主義
- 新古典主義
- 新洪堡特主義
- 新康德主義
- 新吉納主義
- 新即物主義
- 新經院主義
- 心理利己主義
- 心理主义
- 心靈女性主義
- 新歷史主義
- 新馬克思主義
- 新民族主义
- 新納粹主義
- 新民主主义
- 新實證主義
- 新塑造主義
- 新托馬斯主義
- 新新闻主义
- 新行為主義
- 新直觉主义
- 新自由主義
- 新殖民主义
- 信德民族主義
- 信仰主義
- 性別女性主義
- 性解放女性主義
- 性別歧視主義
- 性別主義
- 形而上學唯物主義
- 形而上自然主義
- 形式主義
- 行为主义
- 行動主義
- 修正主义
- 虛無主義
- 序列主义
- 漩渦主義
- 血统主义

## Y
- 亞里斯多德主義
- 亞流主義
- 亞馬遜女性主義
- 亞細亞主義
- 嚴格素食主義
- 楊森主義
- 耶穌會主義
- 擬人主義
- 一国保守主义
- 一国社会主义
- 伊比利亞主義
- 伊朗民族主義
- 伊斯蘭主義
- 伊斯蘭法西斯主義
- 伊斯蘭恐怖主義
- 伊斯蘭民主主義
- 伊斯蘭女性主義
- 伊斯蘭神秘主義
- 伊斯兰社会主义
- 伊斯兰原教旨主义
- 意大利民族主义（英语：Italian nationalism）
- 異性戀至上主義
- 異性戀主義
- 印象主義
- 英格蘭民族主義
- 英國保守主義
- 英国民族主义
- 英国以色列主义
- 英美自由主義
- 英雄主義
- 擁女主義
- 庸俗唯物主義
- 永恆主義
- 犹太布尔什维主义
- 猶太復國主義
- 犹太恐怖主义
- 原教旨主義
- 原始共產主義
- 原型女性主義
- 越南民族主义
- 越山主義
- 右翼民粹主義
- 右翼自由意志主义

## Z
- 左翼共产主义
- 左翼民粹主義
- 左翼民族主義
- 左翼無政府主義
- 折衷主義
- 照相寫實主義
- 整體主義
- 政治行動主義
- 政治自由主義
- 资本主义
- 字母主義
- 中國國家主義
- 中國民族主義
- 中国中心主义
- 中国特色社会主义
- 中华联邦主义
- 中立主義
- 中间主义
- 中世紀主義
- 中心主义
- 重农主义
- 重商主义
- 重言主義
- 種族主義
- 脂肪女性主義
- 直覺主義
- 直觀主義
- 殖民主義
- 至上主义
- 自動主義
- 自然主義
- 自我主義
- 自我中心主義
- 自由保守主義
- 自由社會主義
- 自由素食主義
- 自由恋爱主义
- 自由主義女性主義
- 自由市場環境主義
- 自由意志保守主義
- 自由意志女性主義
- 自由意志社會主義
- 自由意志主義
- 自由主義
- 自治主义
- 自治社会主义
- 主觀唯心主義
- 主觀主義
- 主題中心主義
- 主知主義
- 专制主义
- 綜合主義
- 宗教排外主义
- 宗教人文主义
- 宗教社会主义
- 宗派主義
- 宗座缺出主义
- 族群主義
- 族群中心主義

## 外部連結
- 國立編譯館—學術名詞資訊網
- 陈力卫：〈“主义”概念在中国的流行及其泛化（页面存档备份，存于）〉。